# Хайнрих III фон Пирмонт
Хайнрих III (IV) фон Пирмонт (на немски: Heinrich III (IV) von Pyrmont; † ок. 1429) от рода на графовете на Шваленберг, е граф на Графство Пирмонт.

## Произход
Той е син на граф Хайнрих II фон Пирмонт/III († сл. 1363/1390). Внук е на граф Готшалк IV фон Пирмонт († 1342) и съпругата му Аделхайд фон Хомбург († 1341). Брат е на Херман VI фон Пирмонт († сл. 1388) и Бодо фон Пирмонт († сл. 1395), абат на Корвей (1371 – 1395).
През 1494 г. чрез наследство графството Пирмонт отива на Шпигелбергите.

## Фамилия
Първи брак: с Пелек. Те имат две деца:
- Хайнрих IV (V) фон Пирмонт († между 28 декември 1446 и 18 декември 1460/1478), граф на Пирмонт
- Годеке фон Пирмонт († сл. 1477), абатиса на Нойенхеерзе (1464 – 1477)

Втори брак: пр. 16 март 1418 г. с Хазеке фон Шпигелберг († 22 март 1465), дъщеря на граф Мориц III фон Шпигелберг († 1421) и Валбург фон Вунсторф († 1403). Те имат две деца:
- Мориц фон Пирмонт († май 1494), граф на Пирмонт, женен сл. 1424 г./пр. 1462 г. за графиня Маргарета фон Насау-Байлщайн († сл. 27 декември 1498), вдовица на Йохан фон Шьонек († сл. 1424), дъщеря на граф Йохан I фон Насау-Байлщайн-Менгерскирхен († 1473) и Мехтилд фон Изенбург-Гренцау († 1436)
- Урсула фон Пирмонт († пр. 1459), омъжена за граф Йохан II фон Шпигелберг († 20 март 1480), син на граф Мориц IV фон Шпигелберг († 1434) и принцеса Аделхайд фон Анхалт-Бернбург († сл. 1434)